# Silent Hill 2 (відеогра, 2024)
Silent Hill 2 — відеогра в жанрі survival horror, яку розробили Bloober Team і видали Konami. Вона є ремейком однойменної гри 2001 року, розробленої Team Silent для Microsoft Windows, PlayStation 2 та Xbox. Сюжет розгортається у вигаданому місті Сайлент-Гілл і оповідає про Джеймса Сандерленда, який отримує листа від своєї дружини, що вважається загиблою, з проханням приїхати до міста, де вона нібито чекає на нього. Bloober Team почала розробку проєкту після схвалення концепції Konami. До роботи над грою, крім команди Bloober, залучені деякі розробники оригінальної гри, зокрема художник Масахіро Іто та композитор Акіра Ямаока. Студія використовує ігровий рушій Unreal Engine 5 для оновлення візуального дизайну та модернізації ігрового процесу. Silent Hill 2 вийшла на платформах Windows та PlayStation 5 у жовтні 2024 року.

## Ігровий процес
Silent Hill 2 є ремейком однойменної відеогри 2001 року в жанрі survival horror. У ремейку використовується перспектива від третьої особи «з-за плеча» на відміну від оригіналу, де ракурси камери змінюються. Ігровий процес відбувається без екранів завантаження. Гравець керує Джеймсом Сандерлендом, який прибуває в місто Сайлент-Гілл у пошуках своєї дружини, що вважається загиблою. У міру проходження гравець досліджує локації, вирішує головоломки та б'ється з різноманітними монстрами, використовуючи холодну й вогнепальну зброю. Оновлена бойова система надає більше можливостей для реагування під час сутичок, тоді як штучний інтелект і атаки ворогів були перероблені. Головоломки також були дещо змінені.
Оригінальний Silent Hill 2 мав шість фіналів, але в ремейку їх стало вісім. Як і в попередній грі, на початку доступні лише три, тоді як інші можна розблокувати, отримавши всі три початкових варіанти, та потім знайшовши необхідні предмети в повторному проходженні.

## Розробка й випуск
Після скасування Silent Hills у 2015 році компанія Konami заявила про намір продовжити розвиток серії. Протягом наступних років компанія отримувала пропозиції від різних студій, зацікавлених у створенні нових ігор Silent Hill. Прагнучи відродити та переосмислити серію, Konami уклала угоди з кількома командами розробників. Серед них опинилася польська студія Bloober Team, відома такими проєктами, як Observer (2017), Blair Witch (2019) і The Medium (2021). Зважаючи на досвід Bloober у жанрі психологічних жахів, зокрема їхню серію Layers of Fear, студії доручили створення ремейка Silent Hill 2. До роботи над ремейком також долучилися деякі розробники оригінальної гри, зокрема художник Масахіро Іто та композитор Акіра Ямаока.
Ремейк здебільшого дотримується оригінального наративу, але розробники розширили деякі його аспекти:0:28:04. Діалоги були дещо переписані задля покращення динаміки між персонажами. Люк Робертс виконав захоплення руху та озвучування Джеймса Сандерленда. Хоча розробники оригінальної гри хотіли змінити певні оригінальні елементи, Bloober наполягала на збереженні якомога більшої кількості із цих елементів. Команда прагнула зберегти атмосферу оригіналу, модернізувавши водночас ігровий процес. У гру було додано перспективу від третьої особи «з-за плеча» для більшої інтуїтивності. Студія розглядала можливість створення реалістичної системи інвентаризації, де предмети зберігалися б у рюкзаку Джеймса, а не в традиційному меню. Проте від цієї ідеї відмовилися, оскільки розробники дійшли висновку, що вона шкодитиме імерсивності та не відповідатиме загальному дизайну гри. Ремейк створюється на основі ігрового рушія Unreal Engine 5 із застосуванням технології глобального освітлення Lumen і системи рендерингу Nanite. Версія для PlayStation 5 використовує особливості консолі, зокрема об'ємний звук Tempest 3D AudioTech і тактильну віддачу контролера DualSense.
У лютому 2021 року виконавчий директор Bloober Team Пйотр Бабієно повідомив, що студія працює над певним проєктом уже понад рік, не підтвердивши, що це ремейк Silent Hill 2. Чутки про гру поширювалися протягом того ж року, а також у травні 2022 року. Пізніше в жовтні Крістоф Ґанс, режисер фільму «Сайлент Хілл» (2006), підтвердив, що Bloober розробляє ремейк Silent Hill 2. Гра була анонсована 19 жовтня разом із тизер-трейлером. У січні 2024 року на презентації State of Play було показано трейлер ігрового процесу. У травні Konami представила черговий трейлер і розширене відео ігрового процесу, а також анонсувала спеціальне видання із цифровим артбуком і саундтреком. Водночас було відкрито передзамовлення, що містить косметичні предмети та ранній доступ до гри. Silent Hill 2 буде випущена 8 жовтня 2024 року для Microsoft Windows і PlayStation 5. Вона залишатиметься консольним ексклюзивом PlayStation протягом одного року після випуску.

## Оцінки і відгуки
| Агрегатор  | Оцінка                 |
| ---------- | ---------------------- |
| Metacritic | ПК: 87/100 PS5: 86/100 |
| OpenCritic | 95%                    |

| Видання        | Оцінка |
| -------------- | ------ |
| Destructoid    | 7,5/10 |
| Digital Trends | 8/10   |
| Eurogamer      | 5/5    |
| GameRevolution | 10/10  |
| GameSpot       | 9/10   |
| GamesRadar+    | 7/10   |
| IGN            | 8/10   |
| PC Gamer (США) | 7,8/10 |
| Shacknews      | 9/10   |

Silent Hill 2 отримала загалом позитивні оцінки на агрегаторі рецензій Metacritic, набравши 87 та 86 балів зі 100 на платформах Windows та Play Station 5 відповідно. На OpenCritic гра тримає позначку у 95% позитивних рекомендацій.
Критики хвалили ремейк за вдале перенесення атмосфери оригінальної гри. За словами Кері Брунскіла з PC Gamer, «жахи виглядають вражаюче знайомими, навіть через десятиліття після дебюту гри на PlayStation 2.[...] Легко уявити, що Silent Hill 2 завжди виглядала так красиво, але за цією ілюзією стоїть титанічна робота». На думку Віккі Блейк з Eurogamer «співпрацюючи з Konami та кількома творцями оригінальної гри, Bloober майстерно поєднали знайомі елементи з несподіваними рішеннями, перетворивши цю похмуру історію на сучасний шедевр, який вразить і ветеранів, і новачків». Джейсон Фолкнер з GameRevolution сказав: «Гра відмінно підходить як для тих, хто вперше знайомиться з серією, так і для її давніх шанувальників. Очевидно, що Bloober Team проявляє величезну повагу і любов до оригіналу. Їм вдалося зберегти суть того, що зробило першу гру культовою, водночас додаючи нові елементи та вдосконалюючи її в значущий спосіб». Марк Делані з GameSpot називає цю гру «ретельно відтвореною, з глибокою повагою і вражаючою реконструкцією одного з найвизначніших творів у жанрі жахів».
В цілому оновлена боївка хоч і зазнала помірної критики, але сподобалась рецензентам ігрових видань. Келсі Рейнор з VG247 похвалила модернізовану боївку, сказавши: «битви дарують справжнє задоволення, особливо коли йдеться про ближній бій», зауваживши «хоча стрілецька зброя має свої переваги, я завжди знаходила найбільше задоволення в ближньому бої». За словами Кріса Скаліона з VGC, «[...]бої стали дещо кращими, ніж раніше. Ближня зброя тепер відчувається більш потужною, що робить процес знищення слабших ворогів набагато приємнішим, а додавання можливості ухилення дає додаткову впевненість залишатися ближче до противників і економити боєприпаси для більш небезпечних монстрів». Він також похвалив ремейк за «систему складності, що дозволяє встановлювати рівні складності для боїв і головоломок окремо». Зої Хендлі з Destructoid написала: «У мене є хороша і погана новина. Хороша новина: бойова система значно покращена, а погана — тепер вона займає набагато більшу роль у грі», що на додачу до збільшеного масштабу гри несе в собі певні мінуси та негативно впливає на імерсивність.
Критики неоднозначно поставились до збільшення масштабів гри та розширення геймплейних механік порівняно з оригіналом. Джовані Калантоніо з Digital Trends написав: «Bloober значно змінює ігровий процес оригіналу, наблизивши його до ремейків Resident Evil від Capcom. У цього підходу є свої плюси та мінуси, що чітко демонструють, як змінився масштаб ігор між 2001 та 2024 роками. Здається, що завдання від видавця Konami полягало в тому, щоб зробити Silent Hill 2 сучасною грою. Окрім зовнішніх змін, гра стала більш об'ємною, з розширеною боївкою, новими головоломками та значно більшими просторами для досліджень. Хоча ці зміни не можна назвати поганими, іноді вони не дають відчуття органічного доповнення». За словами Трістана Оґілві з IGN, «хоча в ремейку Silent Hill 2 є вісім різних фіналів для розблокування — на два більше, ніж в оригіналі, де їх було шість — я не бачу себе витрачаючим час на повторне проходження через дещо затягнуту тривалість гри».

### Продажі
Silent Hill 2 розійшлася тиражем понад мільйон копій за три дні після релізу, ставши найшвидше продаваною грою в серії, а станом на січень 2025 року було продано понад два мільйони копій.